# Vårkjærparken
Vårkjærparken er et alment boligområde beliggende i Aarhus-forstaden Viby. Vårkjærparken består af 6 boligblokke, med numrene 20-54. Afdelingen er opført i 1971 som betonbyggeri i 4 etager. Afdelingen omfatter i alt 181 boliger fordelt på 1-, 2-, 3-, 4- og 5-værelses boliger. Der er i alt seks boligblokke med tre opgange hver. Der integreret en kæmpe lukket altan til alle lejligheder samt have til stuelejlighederne. Vårkjærvej ligger ca. 1 km fra Viby torv og er placeret mellem Grøfthøjparken til syd, Viby Stadion til nord, Stavtrup til vest og Rosenhøj/Søndervangen til øst. Lige overfor Vårkjærvej ligger også en mellemstor park
Vårkjærvej bliver betjent af bus nr. 14 ved busstoppestedet Vårkjærvej. Desuden kan man benytte nr. 1A, 109 og 200 ved Grøndalsvej.
Afdelingen er beliggende i periferien af Viby i sydlig retning mod Stavtrup og Hasselager. Der er gode indkøbsmuligheder med Viby Centret ca. 1 km derfra. Derudover er der 300-400 meters afstand til dagligvarebutikkerne Spar og Aldi samt relativt kort afstand til Mega Syd. Der er såvel skole som børneinstitutioner i nærheden. Der er både fælles antenneanlæg, hvor Stofa er signalleverandør og en lille kælderrum til alle lejligheder (undtaget ombyggede 1 værelses lejligheder). Der er mulighed for at leje carport/garage og ekstra kælderrum.